# Pompaples
Pompaples est une commune suisse du canton de Vaud, située dans le district de Morges.

## Particularité géographique
Cette commune est surnommée « Le milieu du Monde », car les eaux du Nozon se partagent au « Moulin Bornu » et vont se jeter d'un côté dans l'Orbe, puis le Rhin, puis la mer du Nord, et de l'autre dans la Venoge, puis le Rhône, puis la mer Méditerranée. Cette particularité est citée dans le poème La Venoge de Jean Villard (dit Gilles), ainsi que par Paul Budry :

« À Pompaples est une fontaine dont l'eau fuit au Rhône et au Rhin, lorsque j'y vais pleurer ma peine, nord et sud savent mon chagrin. »

## Population

### Gentilé et surnom
Les habitants de la commune se nomment les Pompaplois ou les Pompapolitains,.
Ils sont surnommés les ronge-pattes,.

## Santé
On y trouve l'hôpital de Saint-Loup (partie des Établissements Hospitaliers du Nord Vaudois), situé sur le site du même nom. La première femme pasteure du canton de Vaud, Lydia von Auw, y a travaillé comme Aumônier entre 1935, date de sa consécration, et 1948.